# Malignidade

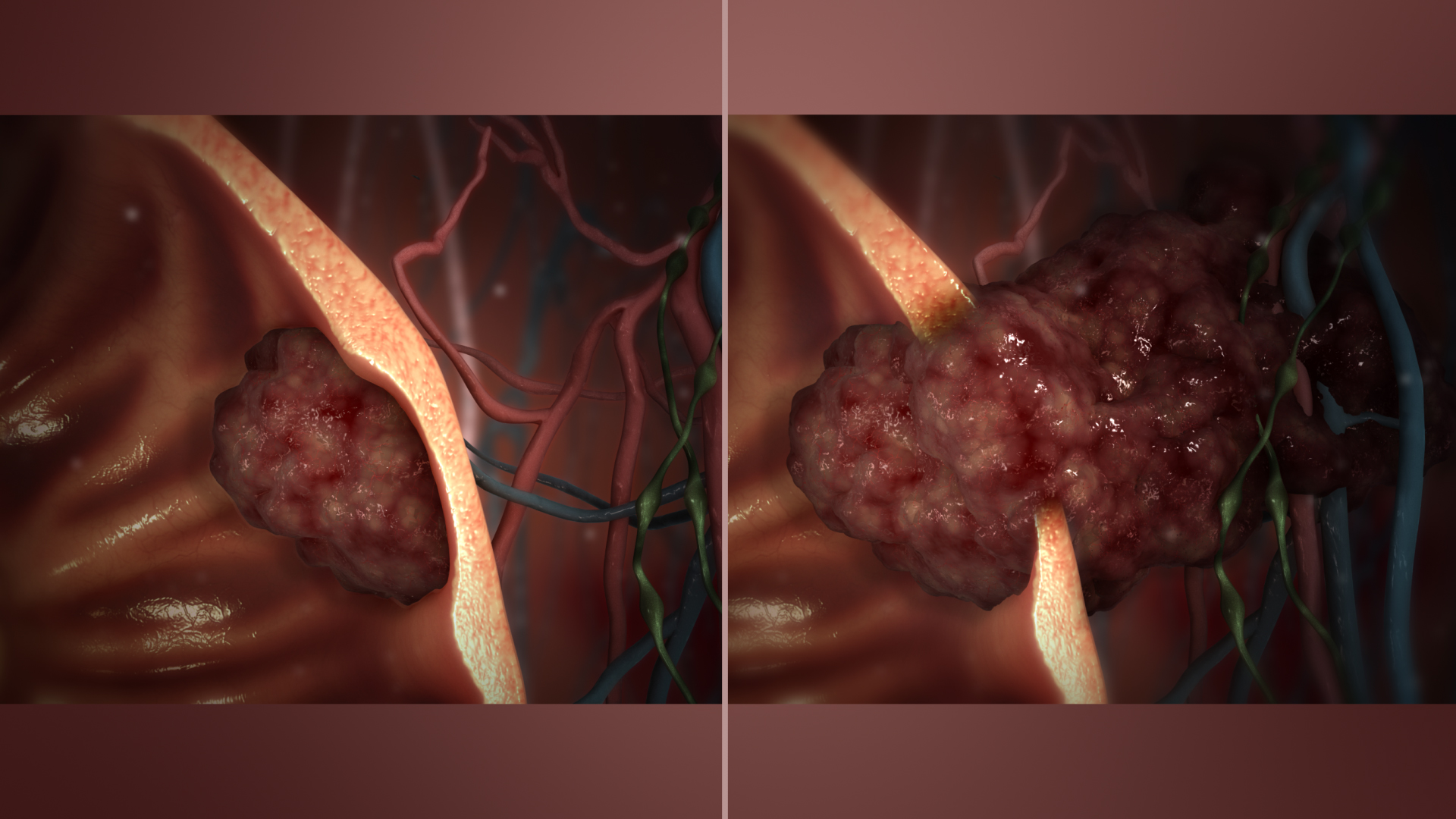
O tumor maligno (R) se espalha de forma incontrolável e invade o tecido circundante, ao contrário do tumor benigno (L), que permanece fechado do tecido vizinho.

Malignidade é a tendência de uma doença, especialmente tumores, de se tornarem progressivamente piores e potencialmente causar a morte. É caracterizada pelas propriedades de anaplasia, invasão e metástase. Maligno(a) é um termo médico adjetivo usado para descrever uma doença grave e de piora progressiva. O termo é mais comumente utilizado para a descrição do câncer. Um tumor maligno pode ser contrastado com um tumor benigno não-canceroso. Tumor maligno é um sinônimo de câncer.
Usos da palavra "maligno" na oncologia:
- Malignidade, neoplasia maligna e tumor maligno são sinônimos de câncer
- Ascite maligna
- Transformação maligna

Doenças não-oncológicas citadas como "malignas": 
- Hipertensão maligna
- Hipertermia maligna
- Otite externa maligna
- Malária terçã maligna (Malária causada especificamente pelo Plasmodium falciparum)
- Síndrome neuroléptica maligna